# Suwon Hyundai Engineering & Construction Hillstate
Suwon Hyundai Engineering & Construction Hillstate (Coreano: 수원 현대건설 힐스테이트) es un club profesional de voleibol. Fue fundado en 1977, volviéndose profesional en el 2005. El club es miembro de la Federación Coreana de Voleibol (KOVO). Su arena local es el Gimnasio Suwon con una capacidad de 5,145 espectadores. 

## Historia
El equipo ganó su primer título de campeonato en la temporada 2010-11. El 21 de marzo de 2016, Suwon derrotó a las campeonas de la temporada regular de la Liga V Femenina 2015–16, Hwaseong IBK Altos, para reclamar el segundo título del equipo. El MVP del campeonato fue otorgado a la capitana de Suwon, Yang Hyo-jin.
Durante la ausencia de Yang Hyo-jin, Hwang Min-kyoung fue nombrada capitana del equipo.

## Reconocimientos
- V-League Championship

Campeones (2): 2010−11, 2015–16
Finalistas (3): 2006−07, 2009−10, 2011−12
- V-League Regular Season

Ganadores (2): 2009−10, 2010−11
Finalistas (1): 2015−16
Terceros (6): 2005, 2006−07, 2011−12, 2012−13, 2014−15, 2017−18

#### Copas
- KOVO Cup

Ganadores (3): 2006, 2014, 2019
Finalistas (3): 2009, 2013, 2015

## Resultados
| Suwon Hyundai E&C Hillstate | Suwon Hyundai E&C Hillstate | Suwon Hyundai E&C Hillstate | Suwon Hyundai E&C Hillstate | Suwon Hyundai E&C Hillstate | Suwon Hyundai E&C Hillstate | Suwon Hyundai E&C Hillstate | Suwon Hyundai E&C Hillstate |
| Liga                        | Temporada                   | Postemporada                | Temporada regular           | Temporada regular           | Temporada regular           | Temporada regular           | Temporada regular           |
| Liga                        | Temporada                   | Postemporada                | Ranking                     | Partidos                    | Ganados                     | Perdidos                    | Puntos                      |
| --------------------------- | --------------------------- | --------------------------- | --------------------------- | --------------------------- | --------------------------- | --------------------------- | --------------------------- |
| V-League                    | 2005                        | Eliminatoria                | 3                           | 16                          | 10                          | 6                           | 26                          |
| V-League                    | 2005–06                     | No clasificó                | 4                           | 28                          | 14                          | 14                          | 14                          |
| V-League                    | 2006–07                     | Finalistas                  | 3                           | 24                          | 13                          | 11                          | 13                          |
| V-League                    | 2007–08                     | No clasificó                | 5                           | 28                          | 4                           | 24                          | 4                           |
| V-League                    | 2008–09                     | No clasificó                | 4                           | 28                          | 10                          | 18                          | 10                          |
| V-League                    | 2009–10                     | Finalistas                  | 1                           | 28                          | 23                          | 5                           | —                           |
| V-League                    | 2010–11                     | Ganadores                   | 1                           | 24                          | 20                          | 4                           | —                           |
| V-League                    | 2011–12                     | Finalistas                  | 3                           | 30                          | 15                          | 15                          | 43                          |
| V-League                    | 2012–13                     | Eliminatoria                | 3                           | 30                          | 16                          | 14                          | 50                          |
| V-League                    | 2013–14                     | No clasificó                | 5                           | 30                          | 7                           | 23                          | 19                          |
| V-League                    | 2014–15                     | Eliminatoria                | 3                           | 30                          | 19                          | 11                          | 56                          |
| V-League                    | 2015–16                     | Ganadores                   | 2                           | 30                          | 17                          | 13                          | 53                          |
| V-League                    | 2016–17                     | No clasificó                | 4                           | 30                          | 14                          | 16                          | 41                          |
| V-League                    | 2017–18                     | Eliminatoria                | 3                           | 30                          | 14                          | 16                          | 46                          |
| V-League                    | 2018–19                     | No clasificó                | 5                           | 30                          | 9                           | 21                          | 29                          |
| V-League                    | 2019-20                     | Cancelada                   |                             |                             |                             |                             |                             |

## Equipo 2019-20
| Number | Name                 | Birthdate                          | Altura (m) | Posición |
| ------ | -------------------- | ---------------------------------- | ---------- | -------- |
| 1      | Jeong Si-yeong       | 12 de marzo de 1993 (27 años)      | 180        | Central  |
| 3      | Kim Da-in            | 15 de octubre de 1998 (21 años)    | 171        | Armadora |
| 4      | Hwang Youn-joo       | 13 de agosto de 1986 (34 años)     | 177        | Opuesta  |
| 5      | Lee Yeong-ju         | 9 de marzo de 1999 (21 años)       | 161        | Libero   |
| 6      | Lee Na-yeon          | 25 de marzo de 1992 (28 años)      | 173        | Armadora |
| 8      | Kim Yeon-gyeon       | 1 de diciembre de 1993 (26 años)   | 164        | Libero   |
| 9      | Kim Hyunji           | 7 de mayo de 2001 (19 años)        | 175        | Armadora |
| 11     | Kim Ju-ha            | 24 de abril de 1992 (28 años)      | 174        | Libero   |
| 12     | Lee Da-hyun          | 11 de noviembre de 2001 (18 años)  | 185        | Central  |
| 13     | Jeong Ji-yun         | 1 de enero de 2001 (19 años)       | 180        | Central  |
| 14     | Yang Hyo-jin         | 14 de diciembre de 1989 (30 años)  | 190        | Central  |
| 15     | Hwang Min-kyoung (C) | 2 de junio de 1990 (30 años)       | 175        | Punta    |
| 17     | Go Yerim             | 12 de junio de 1994 (26 años)      | 177        | Punta    |
| 20     | Ha Jeon-ri           | 16 de julio de 2001 (19 años)      | 172        | Punta    |
| -      | Hélène Rousseaux     | 25 de septiembre de 1991 (28 años) | 187        | Punta    |